# ライアン・クロサキ
ライアン・ヨシトモ・クロサキ（Ryan Yoshitomo Kurosaki、1952年7月3日 - ）は、アメリカ合衆国・ハワイ州ホノルル出身の元プロ野球選手（投手）。
メジャーリーグベースボール（MLB）における日系アメリカ人の投手第一号であり、混血でない日系アメリカ人としては初めてMLBでプレーした選手である。

## 来歴・人物
クロサキはホノルルで野球を始め、1970年にはホノルルのカラニ高校で州選手権に優勝。この時のチームメイトに二塁手のレン・サカタがいた。
1974年、ネブラスカ大学リンカーン校を卒業後にフリーエージェント選手としてMLBのセントルイス・カージナルスと契約し、同球団傘下のマイナーリーグ球団でプロ野球選手となった。2シーズン目の1975年、カージナルスのトップチームに昇格して、5月20日のサンディエゴ・パドレス戦で初登板。アジア系アメリカ人として、また日系人としてMLBにおける初の投手となった。その後7試合に登板したが、勝敗には関わらず、防御率も7.62と振るわなかった。6月16日の登板を最後にマイナーリーグへと降格した。その後もクロサキはカージナルス傘下のマイナーリーグ球団で野球を続けたが、1980年を最後に現役を引退した。
引退後はアーカンソー州のリトルロックに移住。同市の消防局で"Fire Captain"（消防司令）を務めている事が、2002年にホノルル・アドバタイザー紙が掲載したクロサキとサカタの二人に対するインタビュー記事の中で紹介された。

## 詳細情報

### 年度別投手成績
| 年 度    | 球 団    | 登 板 | 先 発 | 完 投 | 完 封 | 無 四 球 | 勝 利 | 敗 戦 | セ 丨 ブ | ホ 丨 ル ド | 勝 率 | 打 者 | 投 球 回 | 被 安 打 | 被 本 塁 打 | 与 四 球 | 敬 遠 | 与 死 球 | 奪 三 振 | 暴 投 | ボ 丨 ク | 失 点 | 自 責 点 | 防 御 率 | W H I P |
| -------- | -------- | ----- | ----- | ----- | ----- | -------- | ----- | ----- | -------- | ----------- | ----- | ----- | -------- | -------- | ----------- | -------- | ----- | -------- | -------- | ----- | -------- | ----- | -------- | -------- | ------- |
| 1975     | STL      | 7     | 0     | 0     | 0     | 0        | 0     | 0     | 0        | --          | ----  | 61    | 13.0     | 15       | 3           | 7        | 1     | 0        | 6        | 0     | 2        | 11    | 11       | 7.62     | 1.69    |
| MLB：1年 | MLB：1年 | 7     | 0     | 0     | 0     | 0        | 0     | 0     | 0        | --          | ----  | 61    | 13.0     | 15       | 3           | 7        | 1     | 0        | 6        | 0     | 2        | 11    | 11       | 7.62     | 1.69    |

- 「-」は記録なし